# Trenton, North Carolina
Trenton är administrativ huvudort i Jones County i North Carolina. Trenton, som ursprungligen hette Trent Town, valdes till huvudort år 1784.